# 結木悠
結木 悠（ゆうき はる）は、日本の漫画家。

## 略歴
- 2017年 - 第586回別マまんがスクールにおいてデビュー賞を受賞。デビュー作として『別冊マーガレット』に『No longer -ノーロンガー-』が収録された。

## 作品リスト

### 電子コミックス
全て集英社、マーガレットコミックス（DIGITAL）から刊行されている。
- こっち向いてみせて（全4巻）
  1. こっち向いてみせて（2018年12月25日発売[1]、『ザ マーガレット』2018年6月号）
  2. アズユーライキット（2018年12月25日発売[2]、『別冊マーガレット』2019年1月号）
  3. かわいいなんて言わないで（2018年12月25日発売[3]、『別冊マーガレット』2018年8月号別冊ふろく『Betsuma Collor Illust GP Book』）
  4. 君に染まるころ（2018年12月25日発売[4]、『別冊マーガレット』2017年10月号）
- 見上げれば、恋。[5]（2019年、全4巻）
  1. 2020年1月24日発売[6]（『別冊マーガレット』2019年9月号[7]）
  2. 2020年1月24日発売[8]（『別冊マーガレット』2019年10月号）
  3. 2020年1月24日発売[9]（『別冊マーガレット』2019年11月号）
  4. 2020年1月24日発売[10]（『別冊マーガレット』2019年12月号）

### コミックス
全て集英社、マーガレットコミックスから刊行されている。
- 『アイマイミーマイン』[11]、2022年、全2巻
  1. 2022年8月25日発売[12][13]、『別冊マーガレット』2022年2月号[14] - 5月号、ISBN 978-4-08-844694-3
  2. 2022年9月22日発売[15]、『別冊マーガレット』2022年6月号 - 9月号、ISBN 978-4-08-844711-7

- 『君を忘れる恋がしたい』、2024年 - 、既刊5巻（2025年5月23日現在）
  1. 2024年2月22日発売[16]、ISBN 978-4-08-843002-7
  2. 2024年5月23日発売[17]、ISBN 978-4-08-843010-2
  3. 2024年9月25日発売[18]、ISBN 978-4-08-843051-5
  4. 2025年1月23日発売[19]、ISBN 978-4-08-843090-4
  5. 2025年5月23日発売発売[20]、ISBN 978-4-08-843139-0

### 単行本未収録作品
- No longer -ノーロンガー-（『別冊マーガレット』2017年4月号、デビュー作。）
- すきなのは君のほう（『ザ マーガレット』2019年4月号）
- オンリーロンリー（『別冊マーガレット』2019年7月号別冊ふろく『別マの新時代ルーキー大集合!』）
- ロマンサリウム（『別冊マーガレット』2020年7月号別冊ふろく『Zoom in♥な恋』）
- ツインズtoミー（『別冊マーガレット』2020年11月号）
- おそろい（『別冊マーガレット』2021年5月号別冊ふろく『別マBABY』vol.5）
- マイヘビーダーリン（『別冊マーガレット』2022年11月号）